# 390-ті
Завершився останній період, коли Римська імперія була єдиною. З середини десятиліття у Східній Римській імперії править Аркадій. У Західній — Гонорій. У Китаї правління династії Цзінь. В Індії правління імперії Гуптів. У Японії триває період Ямато. У Персії править династія Сассанідів.
На території лісостепової України Черняхівська культура. У Північному Причорномор'ї готи й сармати. Історики VI століття згадують плем'я антів, що мешкало на території сучасної України приблизно з IV сторіччя. З'явилися гуни, підкорили остготів та аланів й приєднали їх до себе.

## Події
У 391 імператор Римської імперії Феодосій Великий проголосив християнство єдиною державною релігією, заборонив жертвоприношення, Олімпійські ігри, звелів закрити язичницькі храми.
Після смерті Феодосія Великого (395) Римська імперія назавжди розпалася на Східну та Західну. Фактичним правителем Заходу став вандал Стіліхон.
Готи під керівництвом Аларіха проголосили своє королівство й рушили на захід. Гуни перемістилися на Нижньодунайську рівнину. Вандали пішли на захід із Дакії.